# Martin (azienda)
La C.F. Martin & Company o più semplicemente Martin è una fabbrica americana di chitarre acustiche, fra le più famose e rinomate del mondo. Per molti anni ha prodotto alcune tra le migliori chitarre in commercio ed ha dato un contributo importante alla creazione del suono e della musica folk e pop.
La fabbrica è a Nazareth, Pennsylvania, ed è stata creata da Christian Frederick Martin, liutaio di origine tedesca.

## Storia

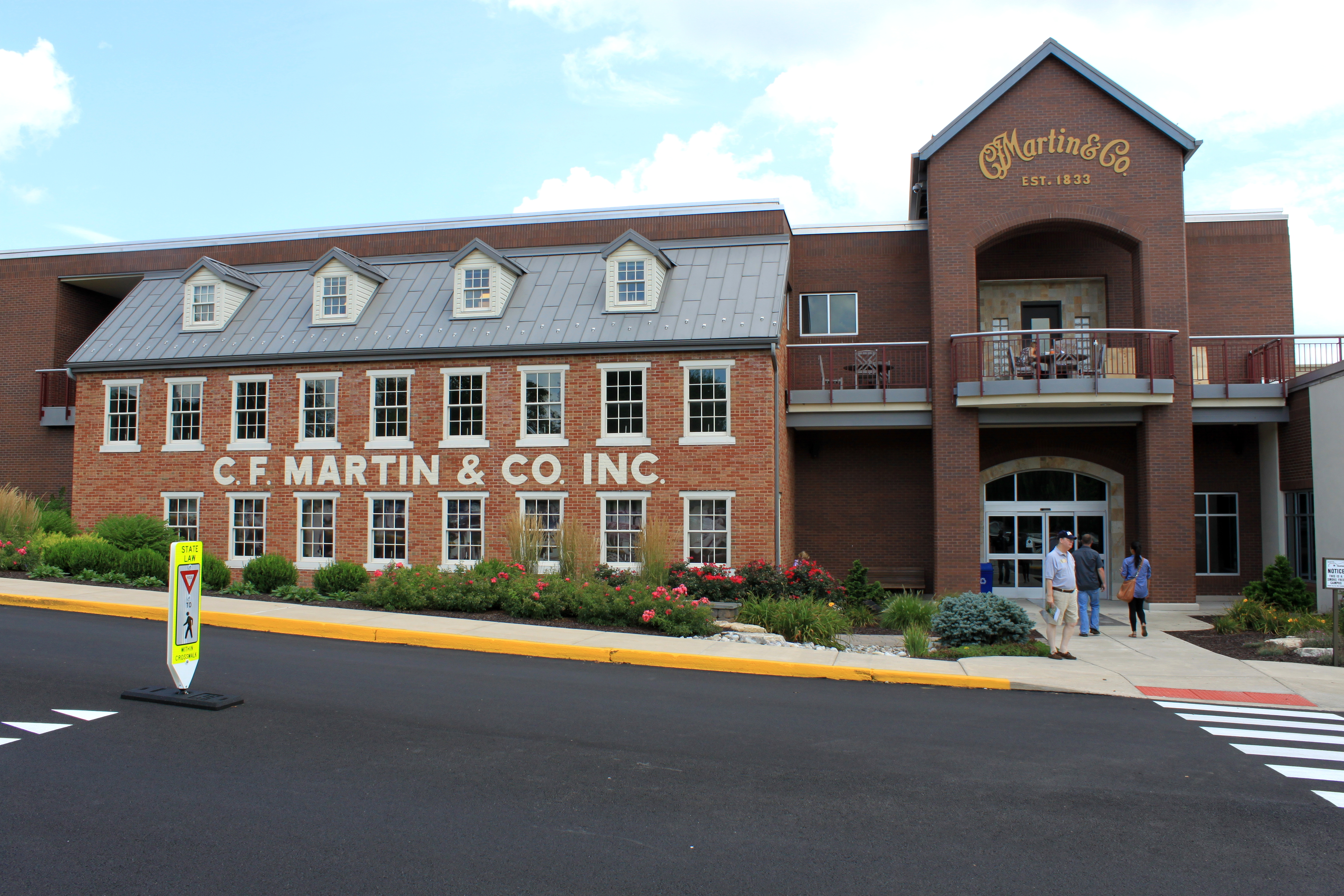
Azienda C.F. Martin il 6 agosto 2012

C.F. Martin, a 15 anni, si spostò a Vienna per lavorare nel laboratorio di chitarre di Johann Stauffer che forniva, fra gli altri, il violinista italiano Niccolò Paganini.
Nel 1833 C.F. Martin emigrò negli Stati Uniti dove aprì, un piccolo laboratorio artigiano a New York in Hudson Street 196, iniziando a stabilire rapporti con maestri di musica, riparando strumenti musicali, per aumentare la distribuzione delle proprie chitarre. Alla metà dell'800 Martin si sposta vicino a Nazareth, Pennsylvania.
Martin cominciò a produrre chitarre in diversi stili, caratterizzate da un "Numero di qualità", da 17 a 42, che inizialmente indicava anche il prezzo della chitarra all'ingrosso. 
Le prime innovazioni Martin si registrano già in questo primo periodo di produzione. C.F. Martin infatti elabora il x-bracing, ossia un sistema, in uso ancora oggi, per mantenere saldo il top della chitarra mantenendo un livello ottimale di vibrazioni, consentendo un suono migliore. Le prime chitarre erano di piccole dimensioni e negli anni si sono seguiti modelli con cassa armonica sempre più grandi, fino ad arrivare al modello Dreadnought.
Martin ha inoltre portato avanti il manico a 14 tasti, prima la cassa si fissava al manico all'altezza del dodicesimo tasto, e, allungando ulteriormente la tastiera, ha creato il modello "orchestra".
Produce molti modelli di chitarre acustiche di vari livelli e prezzi, sperimentando anche nuovi materiali, come i laminati, o nuove forme, la serie "backpacker". La ditta è gestita da Christian Frederick Martin IV, discendente diretto del fondatore.

## Invenzione del modello dreadnought

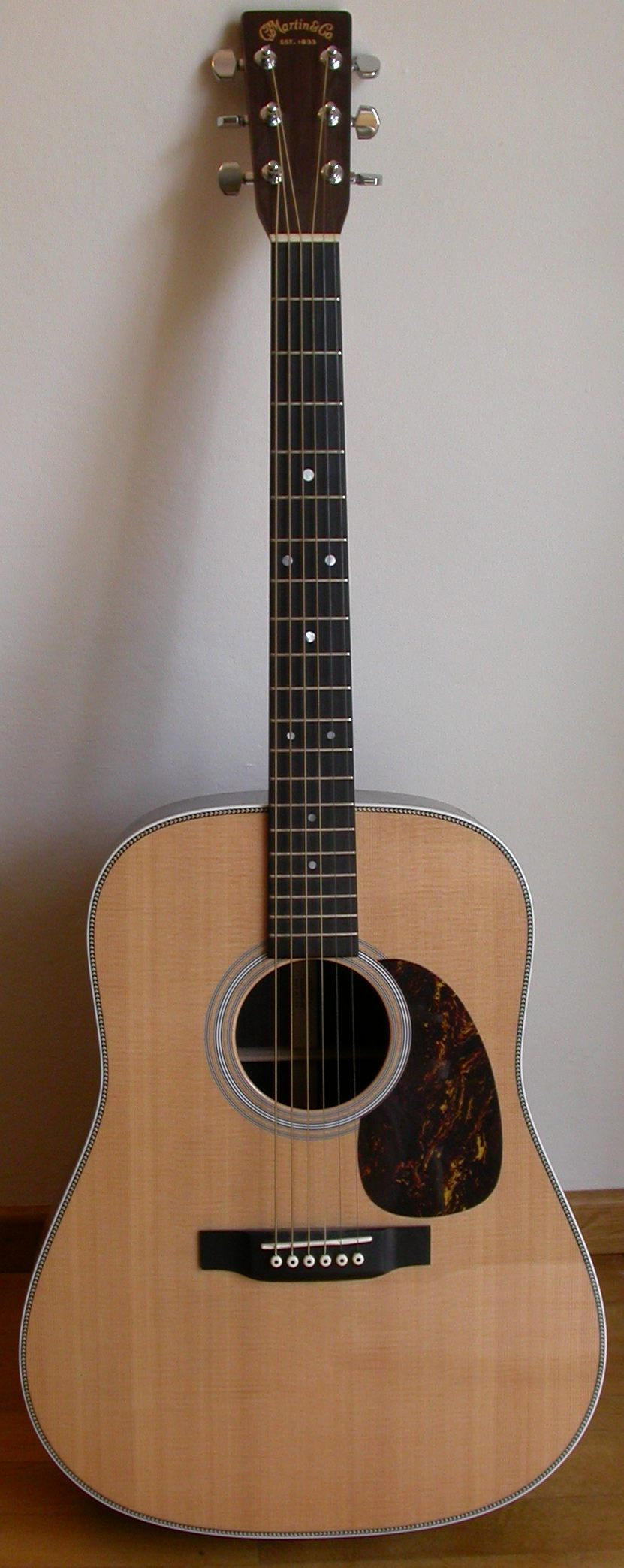
Il modello HD28 della Martin appartenente alla serie Dreadnought

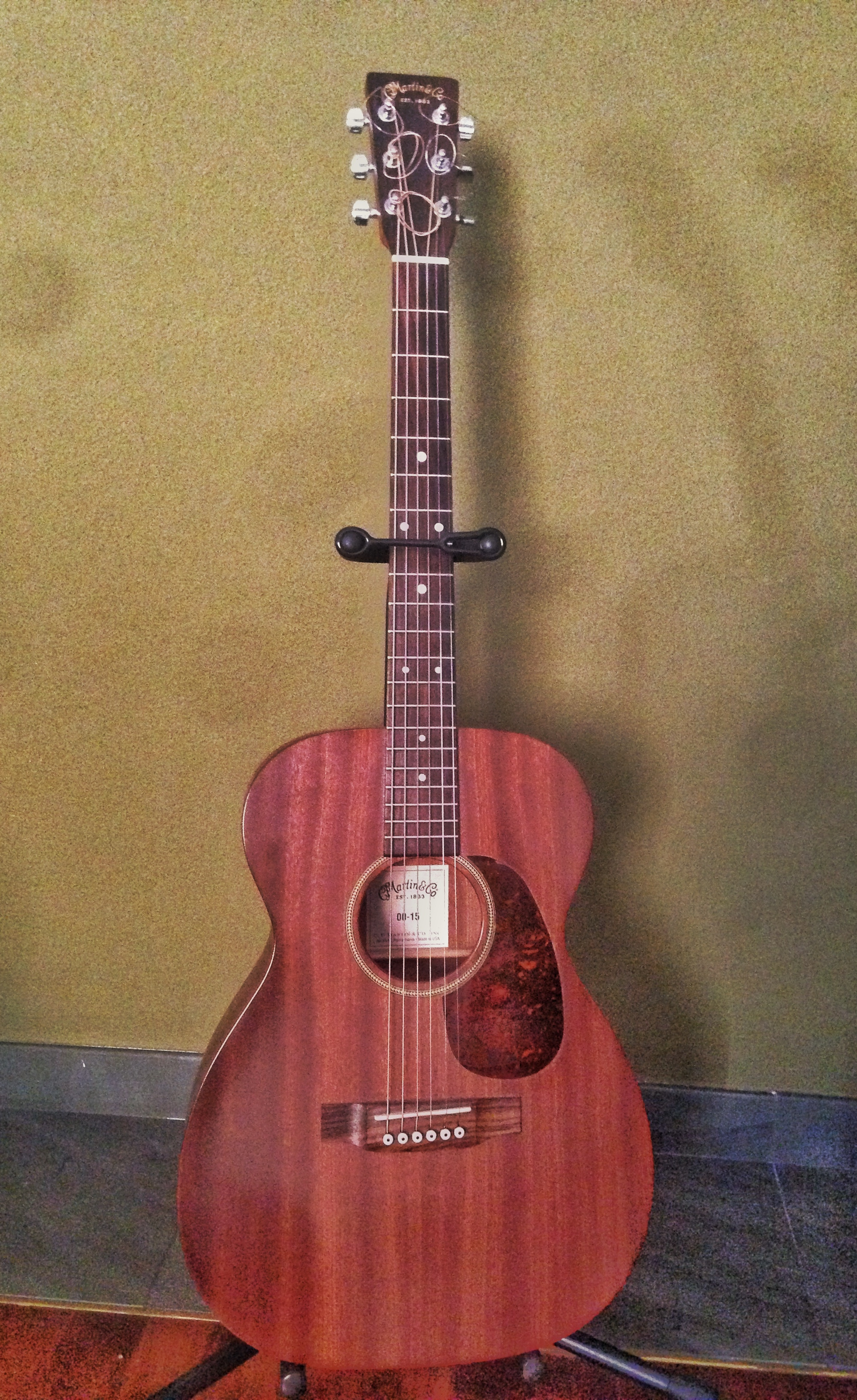
Martin 00-15 del 2007, costruita interamente in mogano

Nel 1916 la Martin ha "varato" il modello Dreadnought, ossia la chitarra folk che conosciamo oggi, inizialmente commercializzata a nome della "Oliver Ditson & Co., Boston, New York". Il nome viene dall'omonima nave da guerra inglese della prima guerra mondiale, famosa per le sue grandi dimensioni. La chitarra dreadnought, infatti, presentava una cassa dalle forme molto più "generose" dei formati standard dell'epoca e quindi un suono più forte e caldo, con fondo e fasce in mogano. La necessità di creare una chitarra più sonora veniva dalla nascita delle piccole band in cui i suoni degli ottoni coprivano le chitarre di tipo tradizionale. Le prime dreadnought a marchio Martin sono le D-1 in mogano e la D-2 in palissandro e nel 1935 appare finalmente nel catalogo Martin la D-28 e le vendite decollano. Questo modello di chitarra è probabilmente il più famoso e copiato in tutto il mondo.
Dopo un impatto iniziale piuttosto scettico del mercato, le dreadnought hanno avuto grande successo. I molti musicisti che giravano per le strade cantando accompagnandosi con la chitarra, spesso religiosi che diffondevano lodi al Signore in forma cantata gettando le basi di stili musicali come il Mississippi Blues, hanno anche iniziato ad usare le dreadnought, che consentivano prestazioni migliori.

## Metodo di denominazione
All'interno della sigla dei modelli Martin sono espresse molte informazioni: una Martin 00-15, ad esempio, ("00") indica la taglia della cassa, in questo caso simile a una chitarra classica e ("15") sta ad indicare lo stile e il materiale, in questo caso indica costruita interamente in mogano. Più è alto il numero dello stile, più elaborata è la chitarra.
La D-18 è una dreadnought ("D") con fondo e fasce in mogano, ma considerata superiore perché costruita con la tavola armonica in abete ("18"), il legno di gran lunga più utilizzato per le tavole armoniche grazie alle grandi qualità di equilibrio e potenza nella resa del suono; una D-28 è invece una dreadnought di serie ancora superiore in quanto, se la tavola armonica è sempre in abete, fondo e fasce non sono in mogano ma in palissandro ("28"), legno più pregiato e adatto. Elvis Presley nel periodo Sun Records possedeva una D-18 e una D-28 con cassa rivestita in cuoio. Nel 1968 tornano i modelli D-18S e D-28S, dove la ("S") sta per standard, cioè con dodici tasti fuori dalla cassa.
La D-35, rispetto alla D-28, ha il fondo in tre pezzi, verso la fine degli anni '60 queste chitarre con grande cassa erano richiestissime e vi era molta difficoltà nel reperire grosse tavole di palissandro Brasiliano e quindi nacque così l'idea di dividere il fondo in tre parti.
La HD-28 ( la "H" sta per Herringbone) ha invece la particolarità di avere un bracing (rinforzo sottostante alla tavola armonica) più scavato e che quindi tiene la tavola meno ferma, producendo più bassi; una HD-28V ha invece caratteristiche anteguerra come il manico a V e il bracing spostato in avanti verso la buca, eccetera. Tutte queste considerazioni valgono per i modelli "dreadnought" così come per gli altri modelli.

## Modelli
- i modelli 00,000,0000 e OM: caratterizzati da una cassa poco profonda e con curve di dimensioni simili fra loro, suono poco potente e molto bilanciato fra toni alti, medi e bassi;
- i modelli Dreadnought e Jumbo: caratterizzati da una cassa più profonda e una curva posteriore più grande di quella anteriore, suono più potente e caldo con toni bassi particolarmente pronunciati;
- Little: cassa piccola e tastiera corta, con un suono acuto e bilanciato.
- Signature: sono modelli della serie "firmata", ossia create insieme ai musicisti, secondo le caratteristiche da loro scelte. Fra queste, le più famose, sono la Mark Knopfler, la Eric Clapton, la John Mayer, la Paul Simon, la Sting, la Ian Anderson, la Johnny Cash ecc[5].

La Martin, insieme all'emittente televisiva musicale MTV, ha ideato e promosso l'iniziativa chiamata "unplugged", letteralmente "scollegato", che ha coinvolto molti fra i più grandi musicisti pop e rock in concerti "acustici", dando nuova enfasi anche al mercato delle chitarre acustiche che soffriva della competizione di quelle elettriche.

## Curiosità
Durante le riprese del film The Hateful Eight del regista Quentin Tarantino, è stata rotta una delle chitarre più preziose del Martin Guitar Museum, uno strumento risalente al 1870. L'attore Kurt Russell ruppe la chitarra come da copione, ignaro che lo strumento non fosse una copia creata per girare la scena.

## Galleria d'immagini

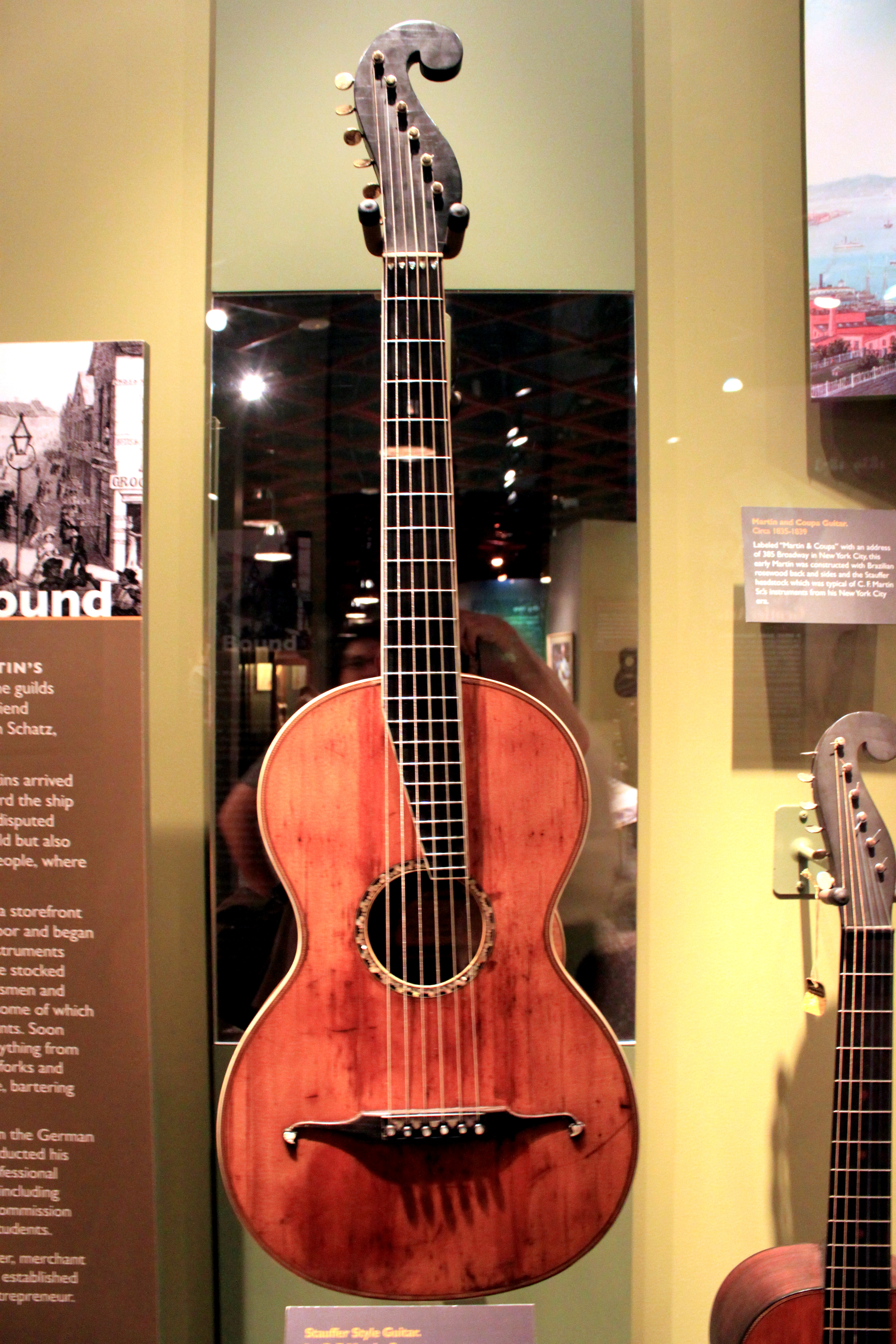
Martin stile Stauffer 1834
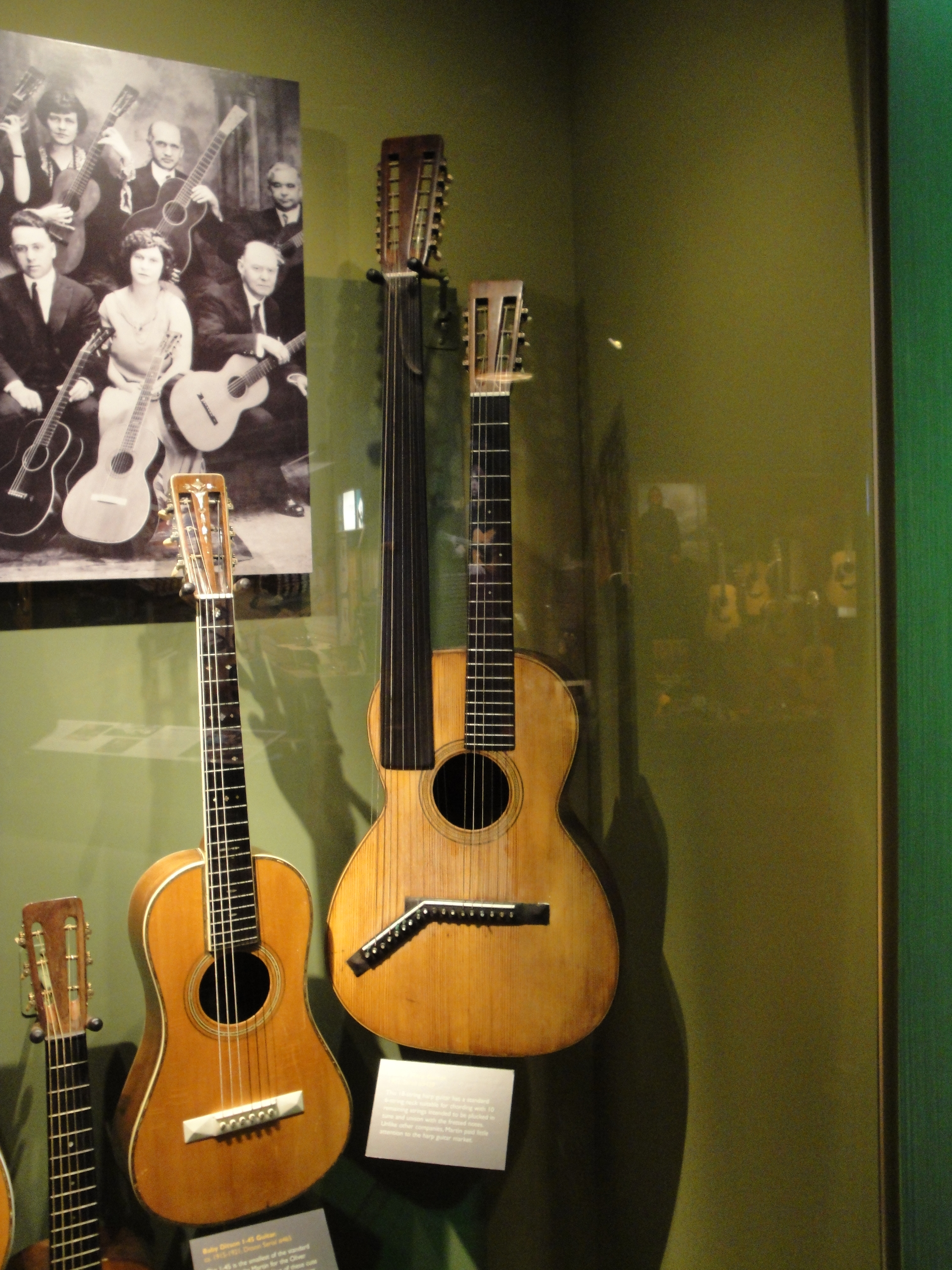
Martin 00021 Chitarra Arpa a doppio manico del 1886 e sulla sinistra Martin 00-45 del 1904
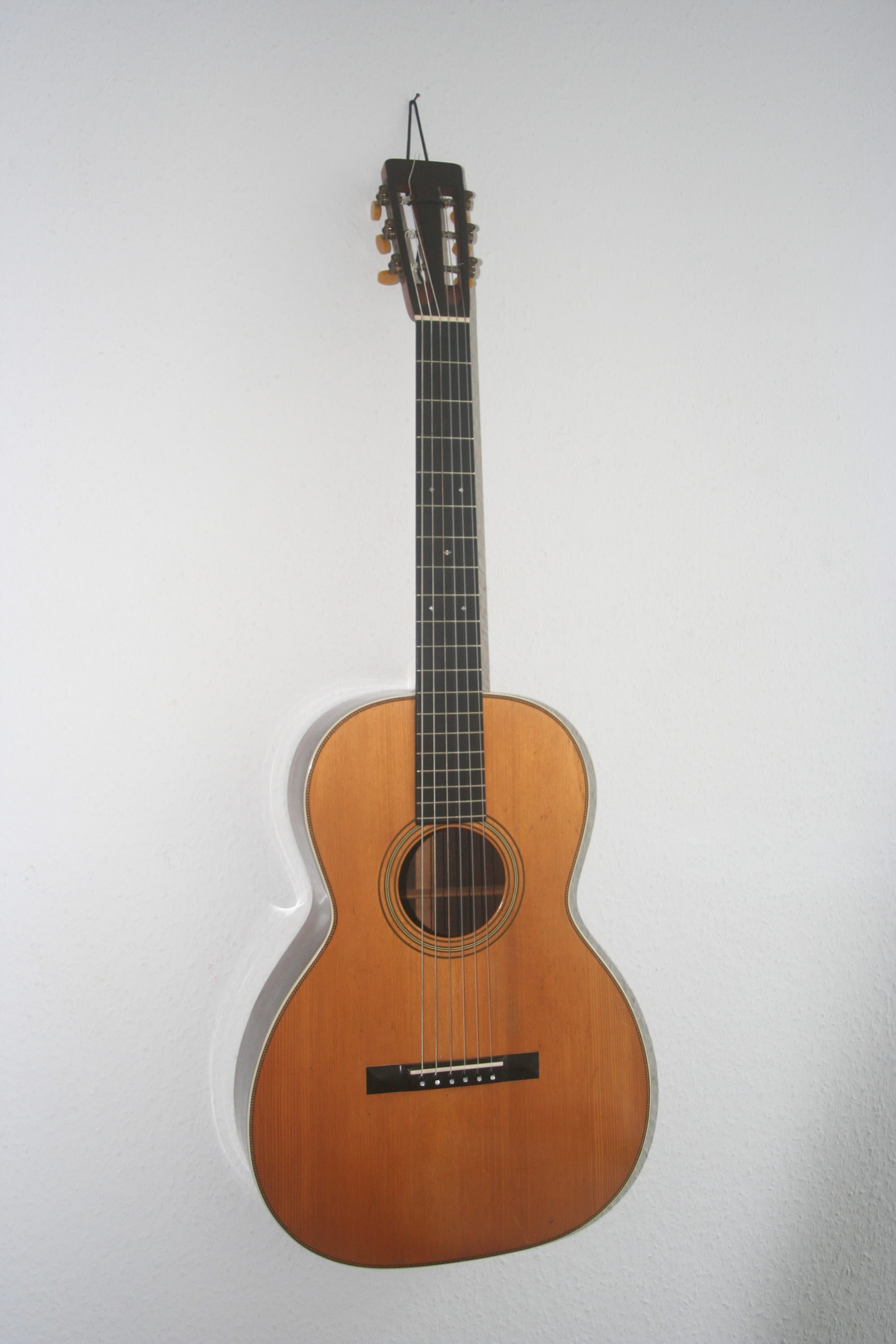
Martin 00-28 del 1907
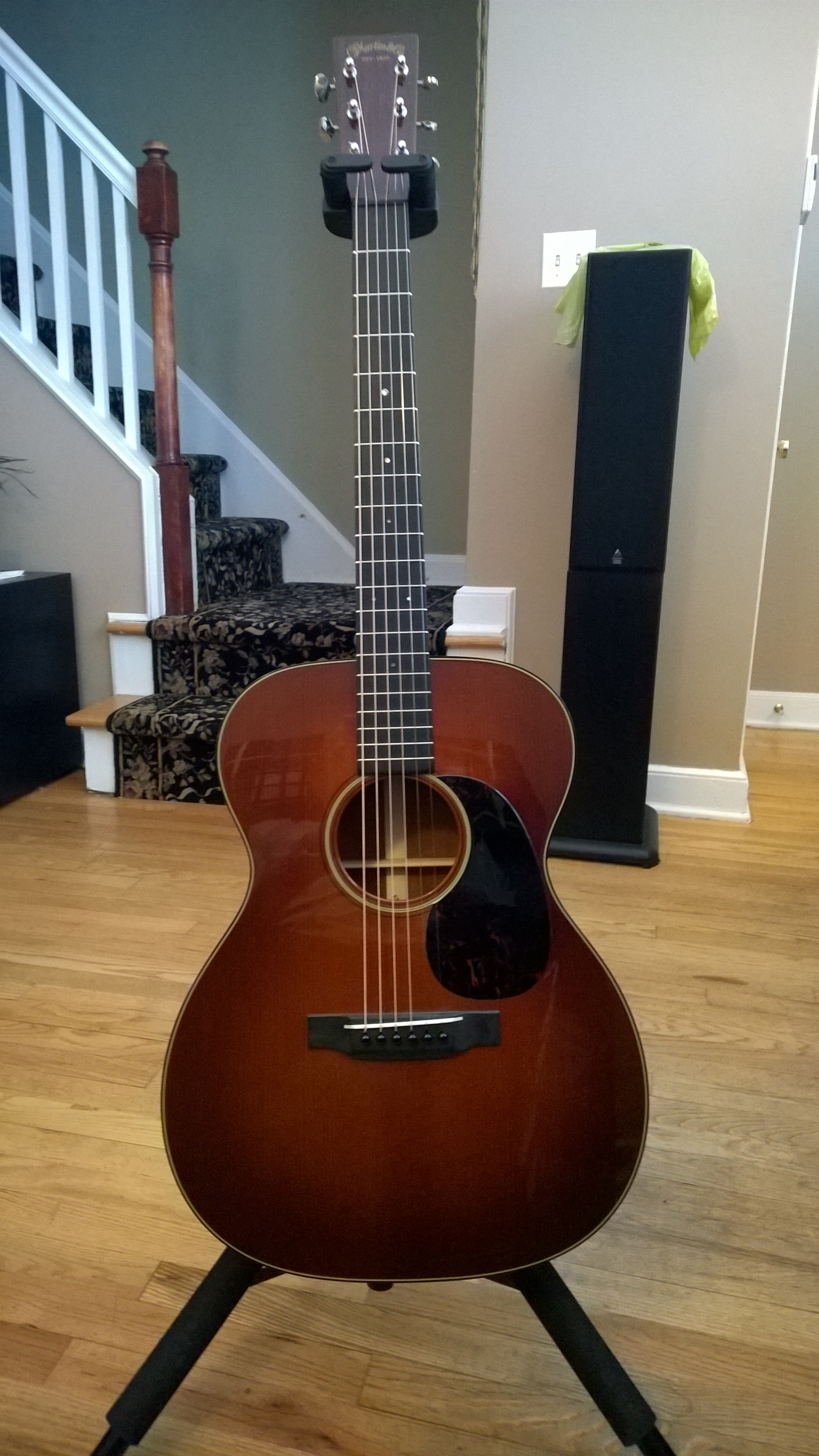
Martin OM-18 del 1933
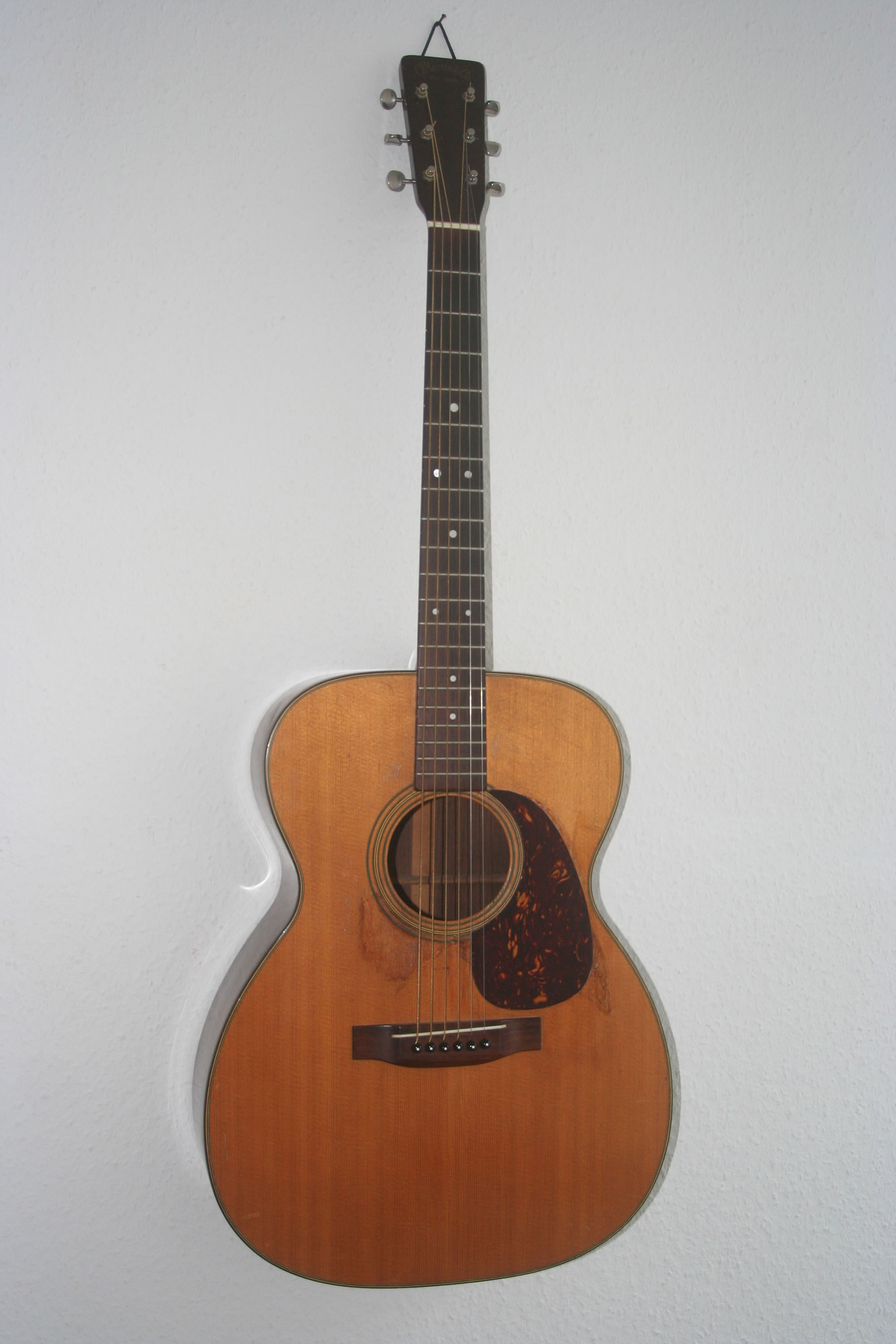
Martin 000 del 1951
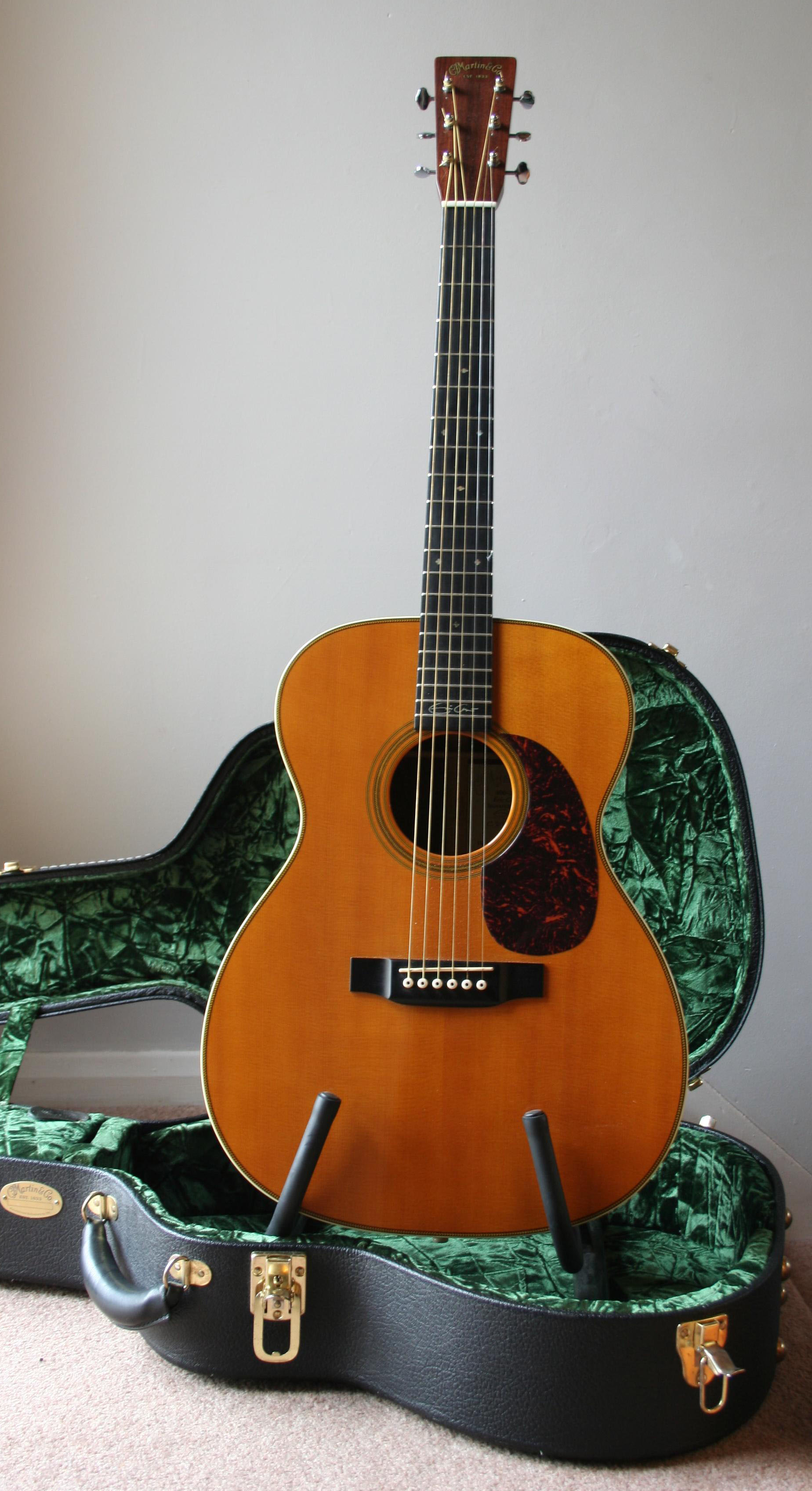
Modello 000-42 Eric Clapton del 1995
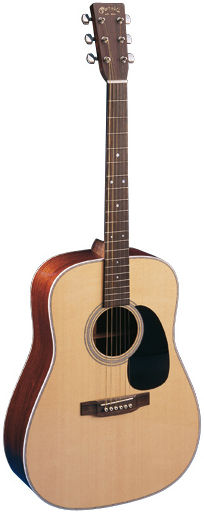
Martin D-28
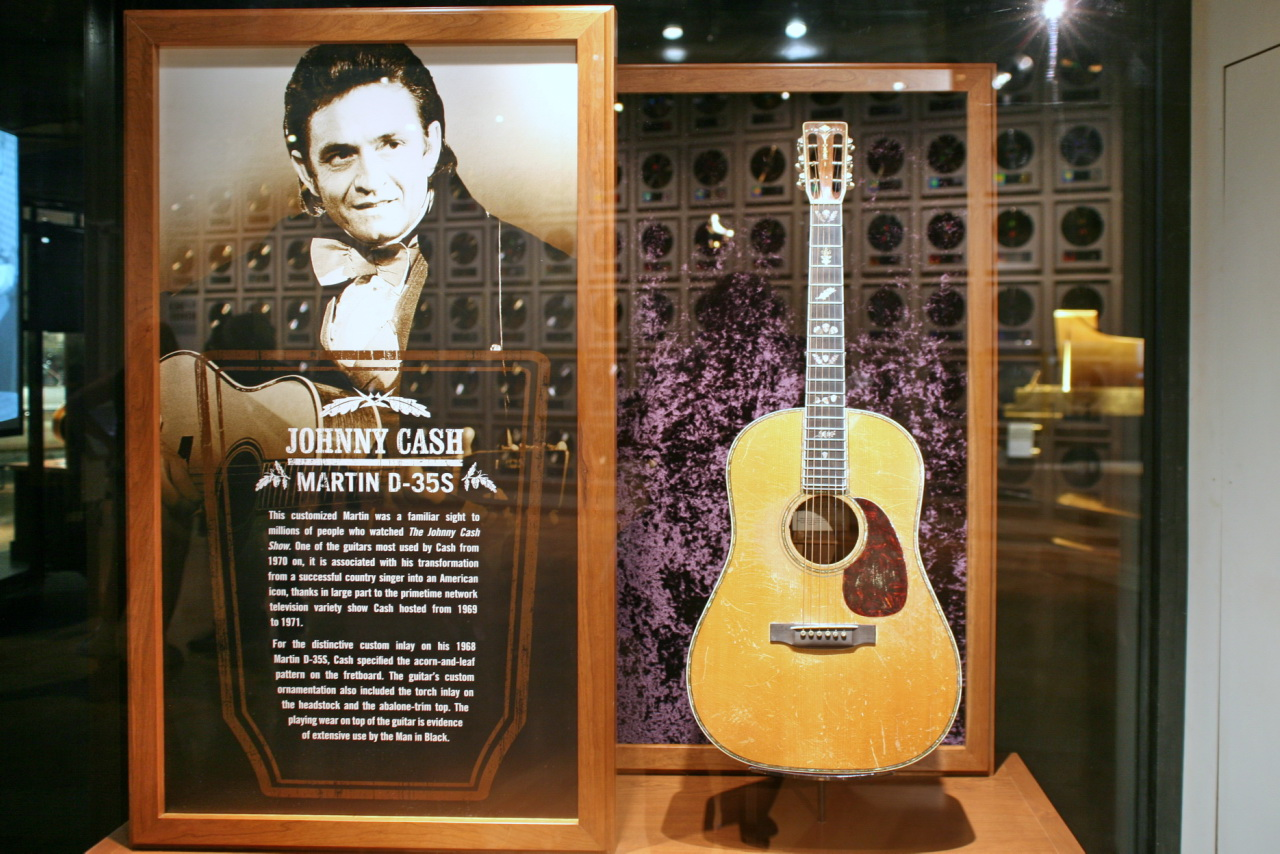
Martin D-35S
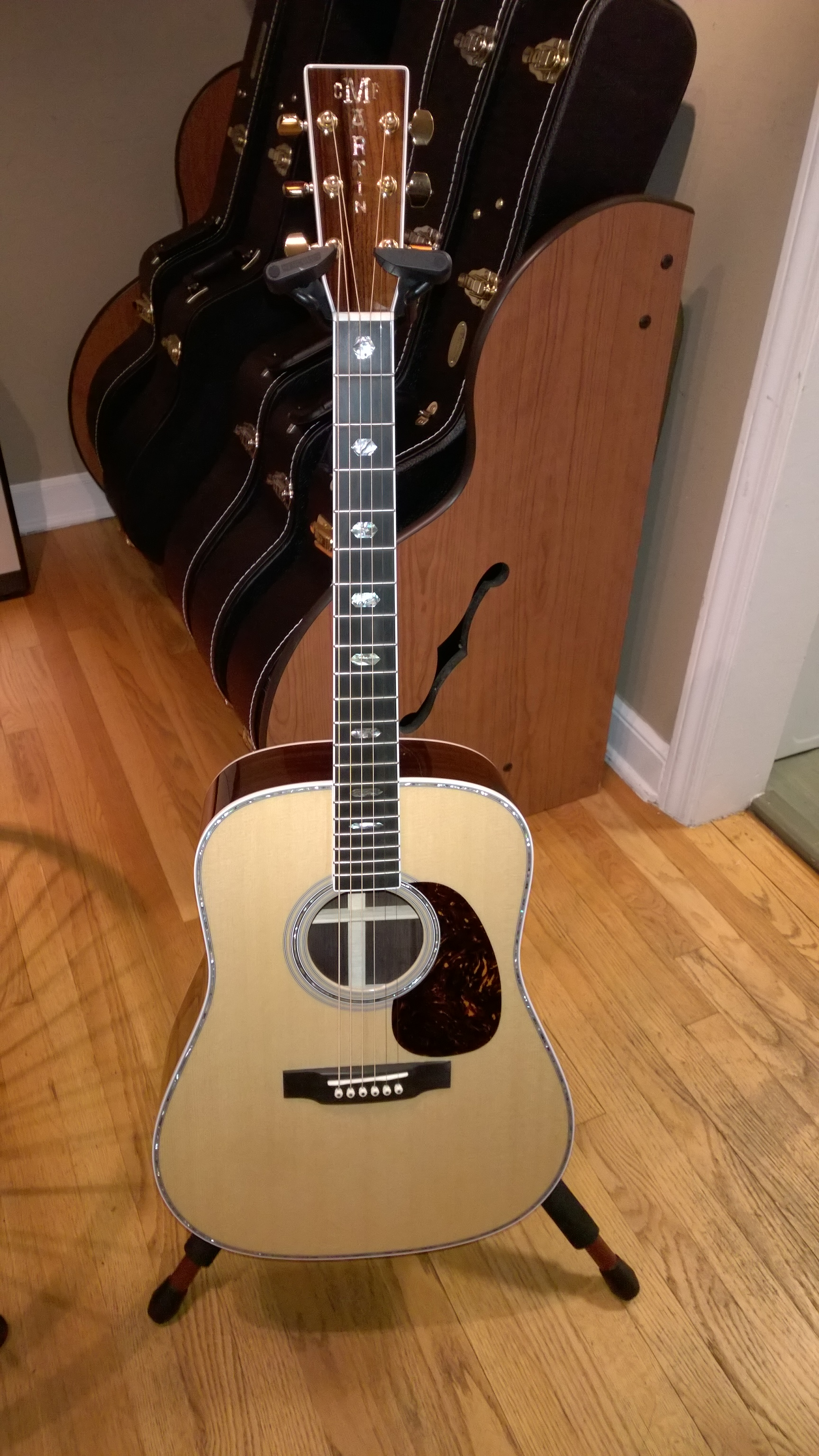
Martin D-41
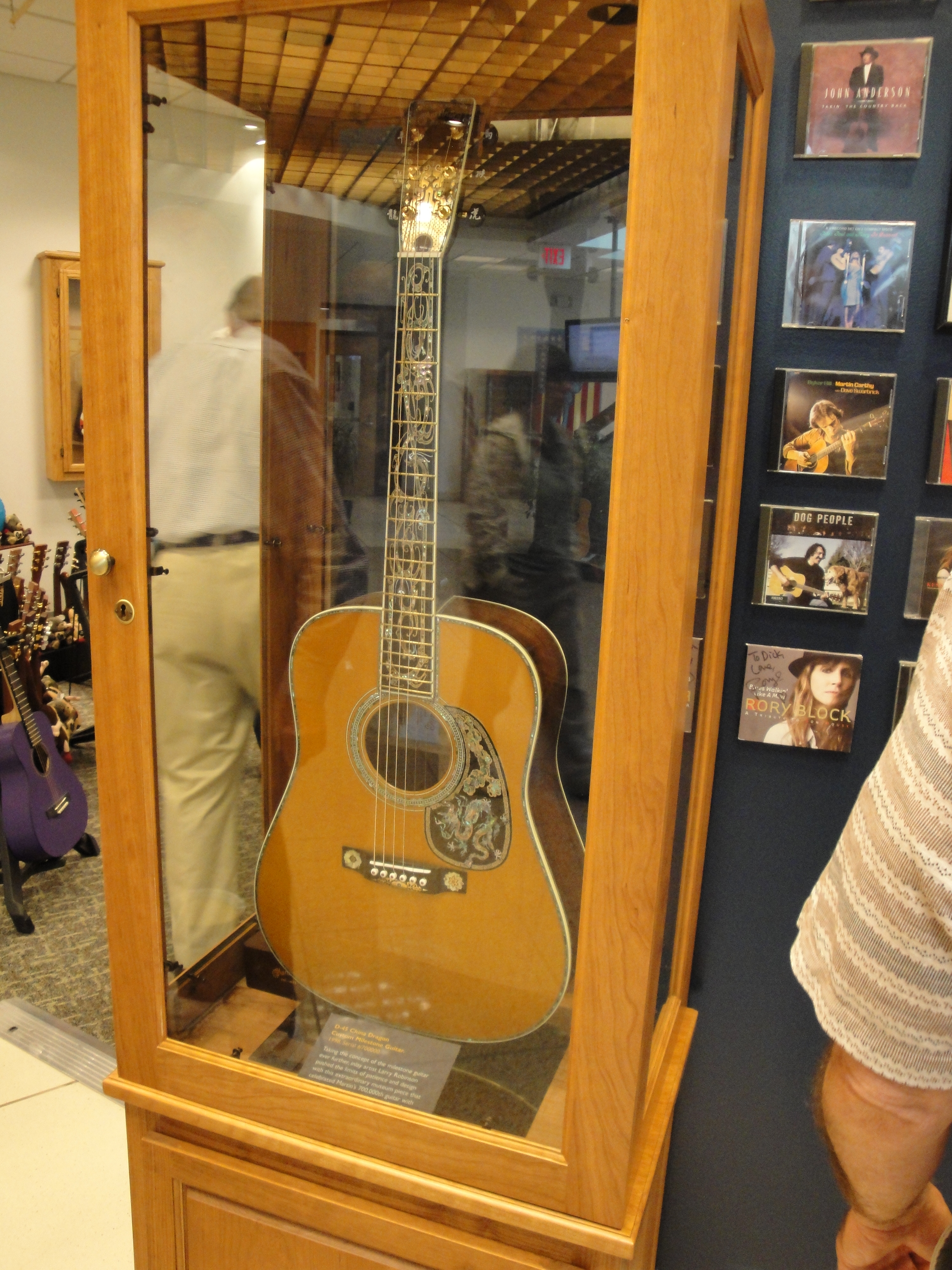
Martin D-45
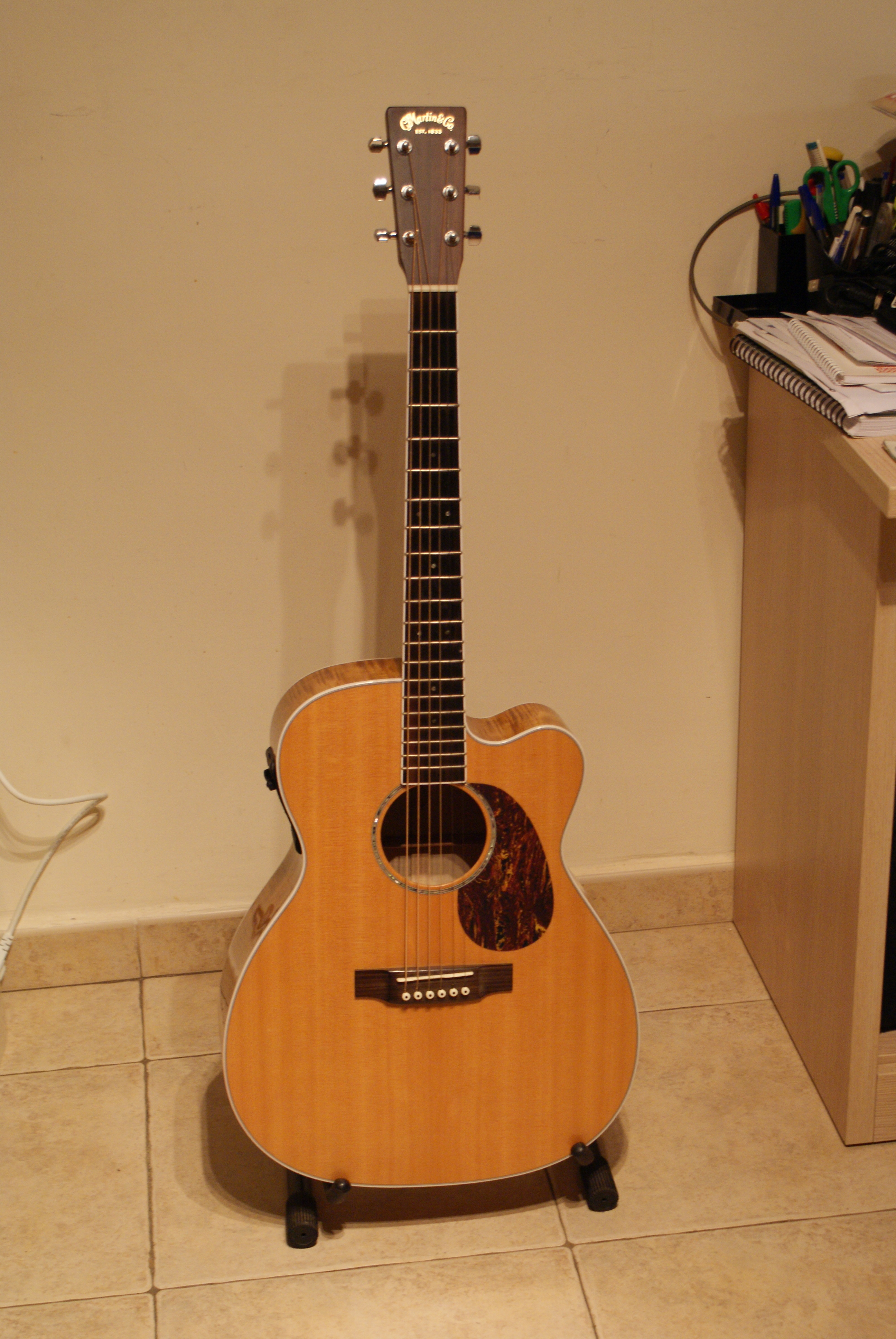
Martin Jambo JC-16ME
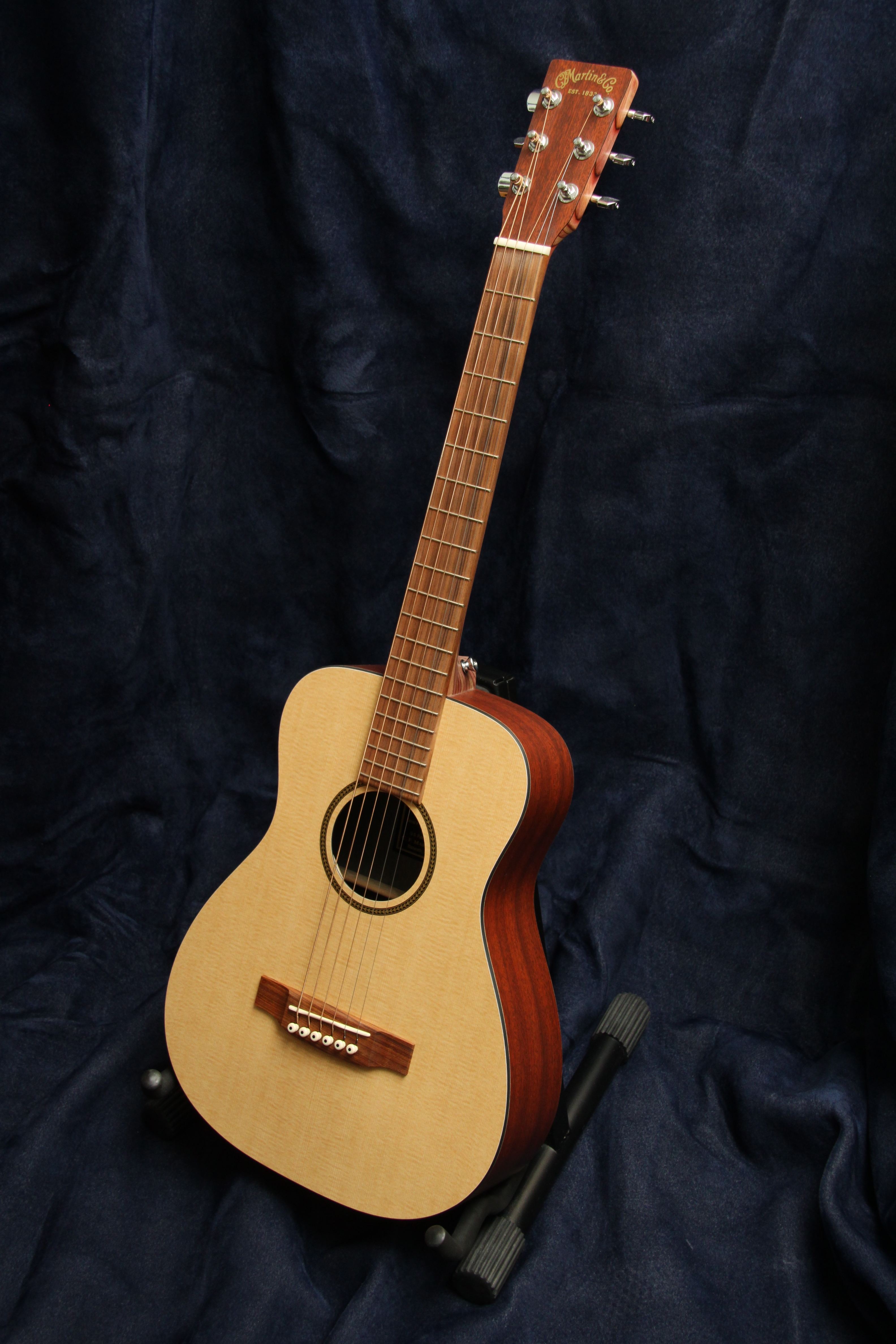
Martin Little